# Noël Simard

Bischofswappen von Noël Simard

Noël Simard (* 25. November 1947 in Saint-Aimé-des-Lacs) ist ein kanadischer römisch-katholischer Geistlicher und emeritierter Bischof von Valleyfield in der Provinz Québec.

## Leben
Noël Simard empfing am 28. Mai 1972 die Priesterweihe für das Erzbistum Québec.
Papst Benedikt XVI. ernannte ihn am 16. Juli 2008 zum Weihbischof in Sault Sainte Marie und zum Titularbischof von Nova Sinna. Der Bischof von Sault Sainte Marie, Jean-Louis Plouffe, spendete ihm am 3. Oktober desselben Jahres die Bischofsweihe; Mitkonsekratoren waren Pierre Morissette, Bischof von Saint-Jérôme, und Ronald Peter Fabbro CSB, Bischof von London. Als Wahlspruch wählte er Caritas Gaudium Pax.
Am 30. Dezember 2011 wurde er zum Bischof von Valleyfield ernannt und am 23. Februar des folgenden Jahres in das Amt eingeführt.
Seit Juni 2017 ist er ordentliches Mitglied der Päpstlichen Akademie für das Leben, der er zuvor schon als korrespondierendes Mitglied angehörte. Am 15. Oktober 2022 ernannte ihn Papst Franziskus zum Vorstandsmitglied der Päpstlichen Akademie für das Leben.
Papst Franziskus nahm am 12. September 2024 seinen altersbedingten Rücktritt an.